# 37 Dywizja Piechoty (LWP)
37 Dywizja Piechoty (37 DP) – związek taktyczny piechoty Wojska Polskiego przewidziany do sformowania w planie mobilizacyjnym „PM-53”.
37 Dywizja Piechoty nie istniała w czasie pokoju. Była związkiem taktycznym przewidzianym do sformowania w planie mobilizacyjnym „PM-53” na bazie oddziałów 2 Warszawskiej Dywizji Piechoty w Częstochowie według etatów Nr 02/29-02/53 dywizji piechoty typu „B”. Zgodnie z założeniami planu „PM-53” dywizja miała wejść w skład 4 Korpusu Armijnego.

## Struktura dywizji
- dowództwo i sztab - na bazie dowództwa 2 DP
- 162 pułk piechoty - na bazie 4 pułku piechoty
- 170 pułk piechoty - na bazie 36 pułku piechoty
- 178 pułk piechoty - na bazie 6 pułku piechoty
- 150 pułk artylerii lekkiej - na bazie 37 pułku artylerii lekkiej
- 62 dywizjon artylerii przeciwpancernej - na bazie 11 dywizjonu artylerii przeciwpancernej
- 49 dywizjon artylerii przeciwlotniczej - na bazie 24 dywizjonu artylerii przeciwlotniczej
- 68 batalion łączności - na bazie 18 batalionu łączności
- 67 batalion saperów - na bazie 2 batalionu saperów
- 24 kompania chemiczna
- 43 kompania zwiadu
- 75 Kompania samochodowa
- 37 batalion szkolny
- 38 batalion sanitarny